# دهستان خرقان غربی
دهستان خرقان غربی نام دهستانی در بخش مرکزی شهرستان آوج، استان قزوین در ایران است. براساس سرشماری مرکز آمار ایران در سال ۱۳۸۵، جمعیت آن ۲٬۰۸۱ نفر (۵۷۵ خانوار) بوده‌است.